# Hughes-Stovin-Syndrom

Typische Befunde des Hughes-Stovin-Syndroms

Das Hughes-Stovin-Syndrom (auch Hughes-Stovin-Sequenz, kurz HSS) ist eine sehr seltene Erkrankung, die durch Thrombosen der Venen und Lungenarterien sowie Aneurysmen der Lungenarterien gekennzeichnet ist. Die häufigste Todesursache der Betroffenen sind Lungenblutungen durch das Reißen eines Aneurysmas. Ursache ist wahrscheinlich eine immunologisch vermittelte Vaskulitis, die dem Morbus Behçet sehr ähnlich ist. Möglicherweise ist das Hughes-Stovin-Syndrom eine unvollständige Ausprägung des Morbus Behçet.
Der Name des Syndroms geht auf die Autoren der Erstbeschreibung von 1959, die britischen Ärzte John Patterson Hughes und Peter George Ingle Stovin, zurück.

## Verbreitung
Die Krankheit ist extrem selten: In der englischsprachigen Fachliteratur sind weniger als 40 Fälle beschrieben. Die Betroffenen sind in der Mehrzahl Männer, das Erkrankungsalter der beschriebenen Patienten liegt zwischen 12 und 48 Jahren. Aus den Fallberichten lassen sich weder ein geografischer Schwerpunkt noch eine Neuerkrankungsrate ableiten. Die Prävalenz liegt bei unter 1 : 1.000.000.

## Mögliche Ursachen
Nach derzeitigem Konsens liegt der Erkrankung eine Vaskulitis zugrunde, die dem Morbus Behçet sehr ähnlich ist. Einige Autoren haben vorgeschlagen, dass das Hughes-Stovin-Syndrom eine Variante oder unvollständige Ausprägung des Morbus Behçet sein könnte. Über die Ursachen ist nichts bekannt.

### Einführung: Blutversorgung der Lunge
Die Pulmonalarterien (Lungenarterien) und Bronchialarterien gehören zu unterschiedlichen Anteilen des Blutkreislaufs.
Das sauerstoffarme venöse Blut des „großen“ Körperkreislaufs wird vom rechten Herzen in den „kleinen“ Lungenkreislauf gepumpt. Die Arterien, die dieses Blut in die Lunge leiten, sind die Pulmonalarterien. Sie teilen sich auf bis in das Kapillarnetz der Lungenbläschen, wo das Blut mit Sauerstoff angereichert wird. Von dort fließt das nun sauerstoffreiche Blut über die Lungenvenen der linken Herzhälfte zu, die es über die Aorta in den großen Körperkreislauf pumpt. Wie jedes Organ benötigt auch die Lunge eine Versorgung mit sauerstoffreichem Blut. Diese wird über die Bronchialarterien sichergestellt. Auch größere Blutgefäße wie die Pulmonalarterien brauchen eine eigene Blutversorgung. In ihren Gefäßwänden finden sich daher Arteriolen und Venolen; diese „Blutgefäße der Blutgefäße“ heißen fachsprachlich Vasa vasorum. Die Vasa vasorum der Pulmonalarterien entspringen den Bronchialarterien.

### Angiodysplasien
Die Erstbeschreiber Hughes und Stovin vermuteten zunächst, dass Missbildungen oder Degeneration der Bronchialarterien (Angiodysplasien) die Ursache der Pulmonalarterien-Aneurysmen sind. Sie nahmen an, dass durch die Angiodysplasien der Bronchialarterien die Blutversorgung der Pulmonalarterien über die Vasa vasorum eingeschränkt werde, was zur Entzündung und zum Untergang des Gewebes und folglich zur Schwächung der Gefäßwände führe. Tatsächlich konnten in einigen Fällen mithilfe der CT-Angiographie Veränderungen der Bronchialarterien nachgewiesen werden, die zu Hughes’ und Stovins ursprünglicher Theorie passen.

### Infektionen
Nach der Veröffentlichung von Hughes und Stovin schlugen andere Forscher eine infektiöse Ursache vor. Nach dieser Erklärung entstehen die Thromben am Ort einer Infektion, von wo sie als septischer Embolus über die Venen in die Lunge geschwemmt werden, wo sie in einer Pulmonalarterie stecken bleiben. Da der Thrombus infiziert ist, greift die Entzündung auf die Wand der Pulmonalarterie über, führt dadurch zur Schwächung der Gefäßwand und schließlich zur Entstehung des Aneurysmas. Dieser Erklärungsansatz beruht auf der Beobachtung, dass den Aneurysmen in einigen Fällen bakterielle Entzündungen vorausgegangen waren: dabei handelte es sich um einen Abszess am Hodensack, um eine Nebenhodenentzündung und um eine Eierstockentzündung. Allerdings konnte bislang weder ein Erreger nachgewiesen werden, noch hatten antibiotische Therapien einen Einfluss auf den Verlauf der Erkrankung, wodurch die Annahme einer infektiösen Ursache an Bedeutung verloren hat.

### Morbus Behçet
Neuere Veröffentlichungen sehen eine Verbindung zum Morbus Behçet: Der Morbus Behçet ist eine durch TH1-Lymphozyten (ein Typ der T-Helferzellen, der das angeborene Immunsystem aktiviert) vermittelte Entzündung der Blutgefäße (Vaskulitis), vor allem der Kapillaren und kleinen Venen. Er kann eine Vielzahl von Symptomen zeigen, unter ihnen auch die, die das Hughes-Stovin-Syndrom charakterisieren: Aneurysmen der Pulmonal- und Bronchialarterien sowie Thrombenbildung in Venen und Arterien. Wegen dieser Ähnlichkeit wurde das Hughes-Stovin-Syndrom bereits als Variante, Manifestation oder unvollständige Ausprägung des Morbus Behçet beschrieben. Jedenfalls weisen beide Krankheiten weitere Ähnlichkeiten auf: es sind vor allem jüngere Männer betroffen und die feingewebliche mikroskopische Untersuchung der Aneurysmen zeigt ein ähnliches Bild. Wegen ihrer Ähnlichkeit werden Erkenntnisse über den Morbus Behçet auf das Hughes-Stovin-Syndrom übertragen.

## Pathogenese
Während für die Bildung der Aneurysmen an den Pulmonalarterien wahrscheinlich die Entzündung mit nachfolgender Schwächung der Gefäßwände ursächlich ist, herrscht Uneinigkeit darüber, warum auch die Bronchialarterien Aussackungen zeigen können. Ein Vorschlag hierzu geht davon aus, dass es bei Verschlüssen der Pulmonalarterien über Anastomosen zu einer Druckerhöhung in den Bronchialarterien kommt, was diese für die Ausbildung von Aneurysmen anfällig macht.
Über die Natur der Thrombosen beim Hughes-Stovin-Syndrom und dem Morbus Behçet ist wenig bekannt. Typischerweise entstehen sie in peripheren Venen (z. B. in den Beinen), wo sie sich lösen können und mit dem Blutstrom in die Pulmonalarterien gelangen (Lungenembolie). Es konnte jedoch nachgewiesen werden, dass bei Betroffenen mit HSS oder M. Behçet die Thromben in den peripheren Venen häufig fest an der Wand ihrer Vene haften, während die Thromben der Pulmonalarterien vor Ort in den entzündeten Abschnitten der Arterien entstehen – was gegen die Embolie-These spricht. Der genaue Mechanismus, der zur Thrombus-Bildung beim Morbus Behçet oder beim Hughes-Stovin-Syndrom führt, ist unbekannt. Eine allgemeine Thrombophilie gilt als unwahrscheinlich. Diskutiert werden lokale Effekte durch Störungen oder Schädigungen der Gefäßinnenhaut oder Ungleichgewichte in der Fibrinolyse und Blutplättchen-Aktivität.

## Klinische Erscheinung, Verlauf und Prognose
Häufig treten zuerst Thrombosen der tiefen Beinvenen auf, die Beteiligung der Lungengefäße folgt im Verlauf. Die Symptomatik entspricht den lokalen Folgen der Thrombosen: Rötung, Schwellung und Überwärmung oder Thrombophlebitis bei peripheren Thrombosen, Lungenhochdruck, Atemnot, Brustschmerz und Husten bei Lungenarterien-Thrombosen (analog zur Lungenembolie). Neben diesen typischen Orten für Thrombosen wurden noch andere Entstehungsorte beobachtet: in der unteren Hohlvene, in den Herzkammern, in den Jugularvenen und in den Durasinus. Teilweise wurden der Krankheit vorausgehende Infekte beschrieben, daher gehören auch Fieber und Schüttelfrost zu den möglichen Beschwerden. Die Aneurysmen treten an den Pulmonal- und Bronchialarterien auf. Sie können einzeln oder multipel in einer oder beiden Lungen auftreten.
Todesursächlich sind massive Hämoptysen, die entstehen, wenn Blut in die Bronchien austritt. Dies passiert meistens, wenn die Aneurysmen einreißen, oder in Folge eines Infarkts des Lungengewebes durch den Verschluss der Pulmonalarterie.

## Diagnose
Wegen ihrer Seltenheit gibt es keine einheitlichen diagnostischen Kriterien für diese Krankheit. Im Zentrum des Syndroms stehen:
- venöse Thrombosen/Thrombophlebitiden und
- Aussackungen (Aneurysmen) der Lungengefäße;
- als Komplikation können die Aneurysmen einreißen und schwere Blutungen verursachen.

Die ersten beiden Befunde treten in der Regel nacheinander auf und müssen vorliegen, um die Diagnose des Hughes-Stovin-Syndroms stellen zu können.

## Differentialdiagnose
Nach Ausschluss aller anderen möglichen Ursachen pulmonaler Aneurysmen bleiben das Hughes-Stovin-Syndrom und der Morbus Behçet als Differentialdiagnosen übrig. Zeigt der Patient keine andere Manifestation des Morbus Behçet (wie die typischen Aphthen im Mund oder Genitalbereich), kann die Diagnose des Hughes-Stovin-Syndroms gestellt werden. Die anderen zuvor auszuschließenden Ursachen können infektiöser Natur sein (Tuberkulose, Syphilis und andere bakterielle Krankheiten sowie Pilzkrankheiten) oder angeborene oder genetisch bedingte Strukturveränderungen von Gefäßen und Bindegewebe (z. B. im Rahmen des Marfan-Syndroms).

## Therapie
Es gibt keine eigenständigen Therapieempfehlungen für das Hughes-Stovin-Syndrom. Aufgrund der Nähe zum Morbus Behçet kann die Therapie des HSS aber an die des Morbus Behçet angelehnt werden. So wurde in den meisten Fällen eine immunsuppressive Therapie mit Glukokortikoiden (wie Cortison) oder Cyclophosphamid durchgeführt. Nicht lebensbedrohliche Aneurysmen können sich unter dieser Therapie stabilisieren und zurückbilden. Aneurysmen mit einem hohen Risiko für tödliche Blutungen können chirurgisch behandelt werden, sofern nur ein Lungenflügel oder ein Lungensegment betroffen ist. In einem solchen Fall wird der Flügel oder das Segment operativ entfernt. In der Regel kommt die Operation aber nicht in Frage, da die Aneurysmen häufig beidseitig auftreten. Zudem bedeutet die Operation eine hohe Morbidität und Mortalität für den Patienten. Daher werden endovaskuläre Verfahren als Alternative für die meisten Aneurysmen angesehen. Dabei wird ein kleiner Katheter durch die Gefäße bis zum Aneurysma vorgeschoben, um das Aneurysma von innen mit einem Blutgerinnsel zu verschließen. Die Kombination von rupturgefährdeten Aneurysmen und Thrombosen in Venen und Lungengefäßen ist ein therapeutisches Problem. Wegen der Thrombosen ist eigentlich eine blutgerinnungshemmende Therapie (Antikoagulation) angezeigt, die weitere Lungenembolien und fortschreitende Thrombosierungen verhindern könnte. Diese steigert jedoch gleichzeitig die Gefahr einer lebensbedrohlichen Blutung im Fall einer Aneurysmaruptur, weswegen eine Antikoagulation beim Hughes-Stovin-Syndrom mittlerweile als kontraindiziert gilt.